# Луців Лука Юрійович
Луців Луќа Юрійович (30 жовтня 1895, с. Грушів, нині Дрогобицький район, Львівська область — 1 грудня 1984, Філадельфія, США) — доктор філософії, член Наукового Товариства ім. Т. Шевченка; український журналіст, літературознавець, літературний критик.

## Життєпис
Початкову освіту здобув у 2-ох класній школі с. Грушів. 1907—1914 учень Дрогобицької гімназії (з польською мовою викладання).
Серпень 1914-серпень 1916 — стрілець Легіону УСС (5-та сотня 1 полку українських січових стрільців). Після поранення біля с. Потутори (коло м. Бережани, Тернопільська область) — на лікуванні у Відні, де в лютому 1917 здав випускні екзамени за курсом гімназії (здобув матуру).
Далі — в рядах УСС до листопада 1918, Української Галицької Армії — до роззброєння поляками у квітні 1920. До березня 1921 — у таборі інтернованих у Тухолі в Помор'ї (Польща).
З листопада 1921 — студент філософського виділу (факультету) Карлового університету (Прага, Чехо-Словаччина), одночасно студент Українського Вільного Університету (Прага, Чехо-Словаччина), де слухав лекції Степана Смаль-Стоцького, Олександра Коллеси.
До червня 1926 закінчив навчання у Карловому університеті, де під керівництвом д-ра Яна Махаля захистив дисертацію на тему «Тарас Шевченко у слов'янських літературах» на здобуття вченого ступеня доктора філософії.
Працював у Рогатині в українській гімназії (1927—1929), в учительських семінаріях у Сокалі (1930), Самборі (1931), Кросно (до 1937) і знову у Самборі (до 1939). Під час війни працював у початкових школах у Кроснянському повіті (Польща) і знову в учительській семінарії у Самборі (1942—1944). По закінченні війни у 1945—1949 — директор гімназії для дітей переміщених осіб у Бамбергу та заступник директора гімназії у Байройті.
1949 року переїхав у США. З 1952 по 1970 роки — співредактор щотижневика «Свобода».
Помер у Філядельфії, похований 4 грудня 1984 на греко-католицькому кладовищі Святого Духа в Гемптонбурзі (Hamptonburgh) штат Нью-Йорк (New York) США.

## Творчий доробок
Автор книг про М. Шашкевича (1963), О. Кобилянську (1963), Т. Шевченка (1964), І. Франка (1967), В. Стефаника (1971). Він також редагував дві книги статей про Дрогобиччину (1973, 1978). Деякі його статті та огляди періоду з 1925 по 1975 роки, з бібліографією та автобіографією, видано у 1982 році окремою книжкою під назвою «Література і життя».

### Перелік книг
1. Луців, Лука. Література і життя: Літературні оцінки. — Джерзі Ситі; Ню Йорк: Свобода, Б.р (1982). — 480 с., іл. [Архівовано 19 грудня 2019 у Wayback Machine.]
2. Луців, Лука. Маркіян Шашкевич: Біографія і характеристика творчости з додатком усіх оригінальних творів поета. — Ню Йорк: Свобода, 1963. — 118 с., іл. [Архівовано 9 лютого 2019 у Wayback Machine.]
3. Луців, Лука. Василь Стефаник-співець української землі. — Ню Йорк, Джерзі Ситі: Свобода, 1971. — 488 с. [Архівовано 19 грудня 2019 у Wayback Machine.]
4. Луців, Л. Іван Франко: життя і творчість. — Ню Йорк, Джерзі Ситі: Наукове Тов-во ім. Шевченка, Свобода, 1966. — 63 с. [Архівовано 19 грудня 2019 у Wayback Machine.]
5. Луців, Лука. Тарас Шевченко — співець української слави і волі. — Нью-Йорк; Джерзі Ситі: Свобода, 1964. — 189 с. [Архівовано 19 грудня 2019 у Wayback Machine.]
6. Луців, Лука. Ольга Кобилянська: В 100-річчя її народин. — Нью-Йорк; Джерзі Ситі: Свобода, 1965 — 67 с. [Архівовано 19 грудня 2019 у Wayback Machine.]
7. Луців, Лука. Іван Франко — борець за національну і соціальну справедливість. — Нью-Йорк; Джерзі Ситі: Свобода, 1967. — 654 с. [Архівовано 19 грудня 2019 у Wayback Machine.]
8. Дрогобиччина — земля Івана Франка. — Голова Редакційної колегії Лука Луців. Наукове товариство ім. Шевченка. Український архів. Том XXV. — Ню Йорк-Париж-Сидней-Торонто, 1973. — 854 с.
9. Дрогобиччина — земля Івана Франка. — Голова Редакційної колегії Лука Луців. Наукове товариство ім. Шевченка. Український архів. Том ХХХХІІ. — Ню Йорк-Париж-Сидней-Торонто, 1978. — С. 246.